# Watchmen: music from the motion picture
Watchmen: music from the motion picture es el álbum de la banda sonora de la película Watchmen, estrenada en 2009. El álbum cuenta con tres canciones de Bob Dylan: «The times they are a-changin'», «Desolation row» y «All along the watchtower», aun cuando las dos últimas son versiones hechas por My Chemical Romance y Jimi Hendrix, respectivamente.
La película utiliza algunas de las canciones mencionadas en el cómic en que está basada, entre las que se incluyen «The times they are a-changin'», la versión de «All along the watchtower» de Jimi Hendrix, «The sounds of silence» de Simon & Garfunkel, «99 Luftballons» de Nena, una versión instrumental de «Everybody Wants to Rule the World» de Tears for Fears, y «Unforgettable» de Nat King Cole. Muchas de las canciones de la época se mezclaron con sonido envolvente 5.1 para el filme, empleando una técnica llamada Penteo. Bates dijo que el desafío consistió en componer música que pudiera dar paso de manera efectiva a las canciones famosas.

## Listado de canciones
| N.º | Título                          | Intérprete                     | Duración |
| --- | ------------------------------- | ------------------------------ | -------- |
| 1.  | «Desolation row»                | My Chemical Romance            | 3:01     |
| 2.  | «Unforgettable»                 | Nat King Cole                  | 3:28     |
| 3.  | «The times they are a-changin'» | Bob Dylan                      | 3:14     |
| 4.  | «The sounds of silence»         | Simon & Garfunkel              | 3:07     |
| 5.  | «Me and Bobby McGee»            | Janis Joplin                   | 4:31     |
| 6.  | «I'm your boogie man»           | KC and the Sunshine Band       | 4:03     |
| 7.  | «You're my thrill»              | Billie Holiday                 | 3:24     |
| 8.  | «Pruit Igoe» y «Prophecies»     | Philip Glass                   | 8:37     |
| 9.  | «Hallelujah»                    | Leonard Cohen                  | 4:37     |
| 10. | «All along the watchtower»      | The Jimi Hendrix Experience    | 4:01     |
| 11. | «Ride of the valkyries»         | Orquesta Sinfónica de Budapest | 5:22     |
| 12. | «Pirate Jenny»                  | Nina Simone                    | 6:39     |

## Listas
| Año  | Lista                        | Posición más alta |
| ---- | ---------------------------- | ----------------- |
| 2009 | ARIA Australian Albums Chart | 65                |